# North Ogden
North Ogden ist eine Stadt im Weber County des US-Bundesstaates Utah. Die Stadt ist Teil der Metropolregion Ogden-Clearfield. Das U.S. Census Bureau hat bei der Volkszählung 2020 eine Einwohnerzahl von 20.916 ermittelt.

## Geschichte
North Ogden wurde ursprünglich im Winter 1850 von zwei Gruppen von Viehzüchtern aus Ogden besiedelt. Die Campbells und die Riddles waren von Brigham Young gewarnt worden, sich nicht vom Fort in Ogden zu entfernen, da es dort Probleme mit den örtlichen Schoshonen gab. Nachdem sie einige Monate ihr Vieh überwintert hatten, mussten sie aus Angst vor Repressalien der Schoschonen nach Ogden zurückkehren. Im folgenden Jahr, nachdem die Probleme mit den Shoshonen teilweise beigelegt worden waren, kehrte Jonathan Campbell mit einer Reihe anderer Familien zurück, um den Ort dauerhaft zu besiedeln.
Eine wichtige frühe Industrie in der Mitte bis zum Ende des 19. Jahrhunderts war die Zuckerrübenindustrie, wofür in der Stadt eine Verarbeitungs- und Konservenfabrik gebaut wurde. Der Besitzer der Konservenfabrik während ihres Betriebs war David Ephriam Randall. North Ogden baute auch eine Stichstrecke von der Union Pacific Station in Ogden, die Dummy Line genannt wurde. Große Obstplantagen wurden angelegt und ihre Ernte wurde zu einer wirtschaftlichen Grundlage für die Gemeinde, mit der Gründung der North Ogden Fruit Exchange im Jahr 1924. Dies war die erste Obstgenossenschaft der Region, die die Eisenbahn nutzte, um Obst auf dem zwischenstaatlichen Markt zu verkaufen.
Die Stadt North Ogden wurde am 1. Februar 1934 offiziell gegründet wurde. Als North Ogden nach dem Zweiten Weltkrieg wuchs, wurde es zu einem wichtigen Vorort für Ogden und andere größere Städte. Die meisten landwirtschaftlichen Flächen wurden für Wohnhäuser parzelliert.

## Demografie
Nach einer Schätzung von 2019 leben in North Ogden 20.582 Menschen. Die Bevölkerung teilt sich auf in 87,8 % nicht-hispanische Weiße, 0,8 % Afroamerikaner, 0,6 % indianischer Abstammung, 0,4 % Asiaten und 2,4 % mit zwei oder mehr Ethnizitäten. Hispanics machten 7,1 % der Bevölkerung aus. Das mittlere Haushaltseinkommen lag 2017 bei 87.190 US-Dollar und die Armutsquote bei 5,8 %.